# 聖使徒修道院戰鬥

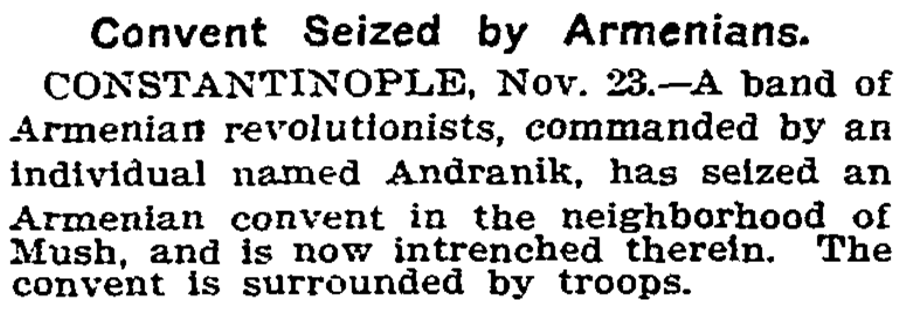
紐約時報對於此次戰鬥的報導。

聖使徒修道院戰鬥（亞美尼亞語： Ařak'elots vank'i křivë）是一場鄂圖曼帝國與亞美尼亞費達伊之間的軍事衝突。1901年11月，安德拉尼克·奧扎尼安帶領的亞美尼亞民兵在鄂圖曼帝國穆什附近遭到圍攻。奧札尼安意圖藉由此次事件吸引各國的關注，特別是亞美尼亞農民的困境與受壓迫而心生不滿的部分。